# جان مورتیمور (بازیکن فوتبال)
جان مورتیمور (انگلیسی: John Mortimore (footballer)؛ زادهٔ ۲۳ سپتامبر ۱۹۳۴) یک بازیکن فوتبال و مربی اهل انگلستان است.
وی سابقه بازی در تیم‌های باشگاه فوتبال وودکینگ، باشگاه فوتبال چلسی و باشگاه فوتبال کویینز پارک رنجرز را در کارنامه دارد.